# やる気満々 (MBSラジオ)
やる気満々（やるきまんまん）は、1979年10月8日から1981年8月28日まで毎日放送（現在のMBSラジオ）で平日の午後に放送されていた生ワイド番組。

## 概要
『グアムグアムリクエスト』（平日の13:00 - 15:00）および、前後に編成されていた複数の番組の放送枠を統合したうえで、4時間の生ワイド番組としてスタート。毎日放送の男性アナウンサー（○○）が日替わりでパーソナリティを務めていたため、放送上は、担当日に応じて『やる気満々　○○です』というタイトルを使い分けていた。ちなみに、『グアムグアムリクエスト』は、1980年4月1日まで当番組に内包。1981年1月2日には、『やる気満々新春特集 一日子供放送局』という新春特別番組が放送された。
1981年7月頃の時点で、プレゼントコーナーでは抽選でハワイ旅行が毎月2名、1万円相当の食事券が毎月1名、3000円相当の品物が毎日5名、当選者が選ばれていた。またリクエストカードや電話リクエストを寄せたものの中から毎日5名にスポーツタオルが贈られていた。
なお、文化放送（毎日放送→MBSラジオが加盟しているNRNの幹事局の1つ）が1987年4月6日から2007年3月30日まで当番組と同じ曜日・時間帯で関東ローカル向けに放送していた『吉田照美のやる気MANMAN!』は、「やるきまんまん」と読ませる番組タイトルや、「制作局のアナウンサーをパーソナリティに起用した平日午後のローカル向け生ワイド番組」という編成形態が当番組と類似している。ただし、当番組とは直接の関係がない。

## 放送時間
- 月曜日 - 金曜日 12:15 - 16:25

## 出演者
- パーソナリティ
  - 高梨欣也（担当日の番組タイトルは『やる気満々高梨欣也です』、番組開始 - 1981年3月、月・火曜日担当）
  - 藤本永治（担当日の番組タイトルは『やる気満々藤本永治です』、番組開始 - 1981年3月、水・木・金曜日担当 → 1981年4月 - 番組終了、月・火・水曜日担当）
  - 松井昭憲（担当日の番組タイトルは『やる気満々松井昭憲です』、1981年4月 - 番組終了、木・金曜日担当）

いずれも、出演の時点では毎日放送の現職アナウンサー。藤本と高梨は、当番組の終了後に同局のアナウンス室長（アナウンス関連部署のトップ）を相次いで務めた。
- アシスタント
  - 藤田千代美
  - 尾崎芳子

## コーナー
- 毎日ニュース
- お天気のお知らせ
- 小浜のわいわい放談
- ミスターキッコーマン
- ミルトン招待室
- ミュージックプラザ
- コーヒーブレイク
- こちら交通管制コーナー
- 歌謡曲こんにちは
- ミュージックトライアングル